# Parque nacional Playa Kurrimine

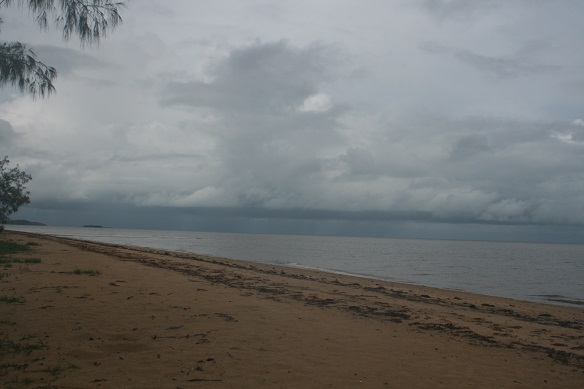
Parque nacional de Playa Kurrimine

Playa Kurrimine es un parque nacional en Queensland (Australia), ubicado a 1295 km al noroeste de Brisbane.

## Datos
- Área: 9,10 km²
- Coordenadas: 17°43′56″S 146°05′44″E / -17.73222, 146.09556
- Fecha de Creación: 1977
- Administración: Servicio para la Vida Salvaje de Queensland
- Categoría IUCN: II

Véase también:
- Zonas protegidas de Queensland

- Datos: Q1400468